# Stenophyllus trifidus
Stenophyllus trifidus là loài thực vật có hoa trong họ Cói. Loài này được (Kunth) H. Pfeiff. miêu tả khoa học đầu tiên năm 1924.